# Hockeyallsvenskan

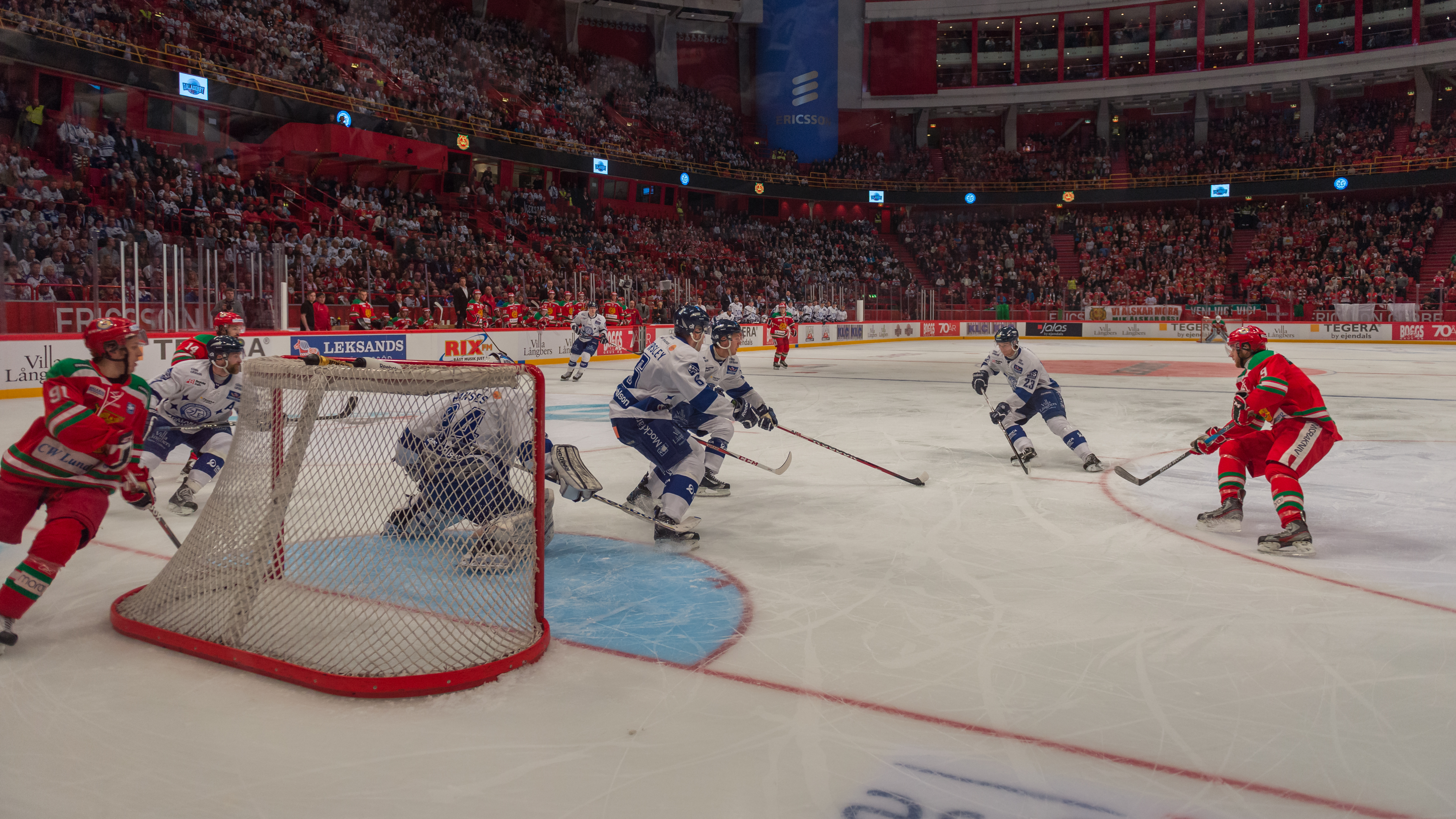
Hockeyallsvenskan, Leksands IF-Mora IK

O Hockeyallsvenskan (Campeonato Sueco de Hóquei no Gelo) é o segundo escalão do campeonato masculino de hóquei no gelo na Suécia, abaixo da Svenska hockeyligan (Liga Sueca de Hóquei no Gelo), que é o primeiro escalão.

O torneio é disputado por 14 clubes, contando anualmente com dois novos participantes, promovidos da Hockeyettan (Hóquei Um), o terceiro escalão do campeonato de hóquei no gelo da Suécia..